# Otto Fuhrmann
Otto Fuhrmann, född 1 april 1871 i Basel, död 27 januari 1945, var en schweizisk zoolog.
Otto Fuhrmann var professor vid universitetet i Neuchâtel. I en mängd skrifter behandlade han plattmaskar, särskilt bandmaskars anatomi och biologi. Fuhrmanns övriga arbeten omfattade planktonundersökningar, fiskeri och sötvattenhydrografi.